# دهستان قلعه شاهین
دهستان قلعه شاهین، یکی از دهستان‌های بخش قلعه شاهین شهرستان سرپل ذهاب در استان کرمانشاه ایران است. مرکز این دهستان، روستای ترکویس است.

## فهرست روستاها
قیطک ، تپه‌عظیمه ، مشکنار ، نوده (سرپل‌ذهاب) ، دارکنار ، مصطفی‌احمدی ، قلعه‌سفید شیخ‌حسن ، قلعه‌سفید سفلی (سرپل‌ذهاب) ، قلعه‌سفید علیا (سرپل‌ذهاب) ، عثمان (سرپل ذهاب) ، دارتوت (سرپل‌ذهاب) ، داربلوط (سرپل‌ذهاب) ، لواسانی ، تنگ‌اسماعیل ، کاه‌سرا ، دوازده‌امام (سرپل ذهاب) ، قلعه‌گلینه ، ترکویس ، دولنگان علیا ، دولنگان سفلی ، انزل ، کل‌داود ، آسیاب‌قرمز

## جمعیت
بر پایه سرشماری عمومی نفوس و مسکن در سال ۱۳۹۵، جمعیت دهستان قلعه شاهین برابر با ۵٬۲۹۱ نفر بوده‌است.